# Diana Kempff
Diana Kempff (* 11. Juni 1945 in Thurnau; † 14. November 2005 in Berlin) war eine deutsche Schriftstellerin und Verlegerin.

## Leben
Kempff war die jüngste Tochter des Pianisten Wilhelm Kempff. Mit ihrem autobiographischen Roman Fettfleck wurde sie 1979 bekannt. 1986 wurde sie mit dem Kleist-Preis ausgezeichnet.
Unter dem Firmennamen Gemini-Verlag war sie auch als Verlegerin tätig.

## Werke
- Vor allem das Unnützliche. Gedichte. Bechtle Verlag, Esslingen 1975, ISBN 978-3-7628-0359-1.
- Fettfleck. Roman. Residenz Verlag, Salzburg 1979. (Rowohlt-TB, 1980, ISBN 3-499-14666-5)
- Hinter der Grenze. Roman. Residenz Verlag, Salzburg 1980, ISBN 3-7017-0257-8.
- Der vorsichtige Zusammenbruch. Residenz Verlag, Salzburg 1981, ISBN 3-7017-0283-7.
- Herzzeit. Gedichte. Residenz Verlag, Salzburg 1983, ISBN 3-7017-0333-7.
- Der Wanderer. Fantasie. Residenz Verlag, Salzburg 1985, ISBN 3-7017-0403-1.
- Das Blaue Tor. Residenz Verlag, Salzburg 1989, ISBN 3-7017-0604-2.
- Die fünfte Jahreszeit. Gedichte. Residenz Verlag, Salzburg 2001, ISBN 3-7017-0933-5.